# Pniewy

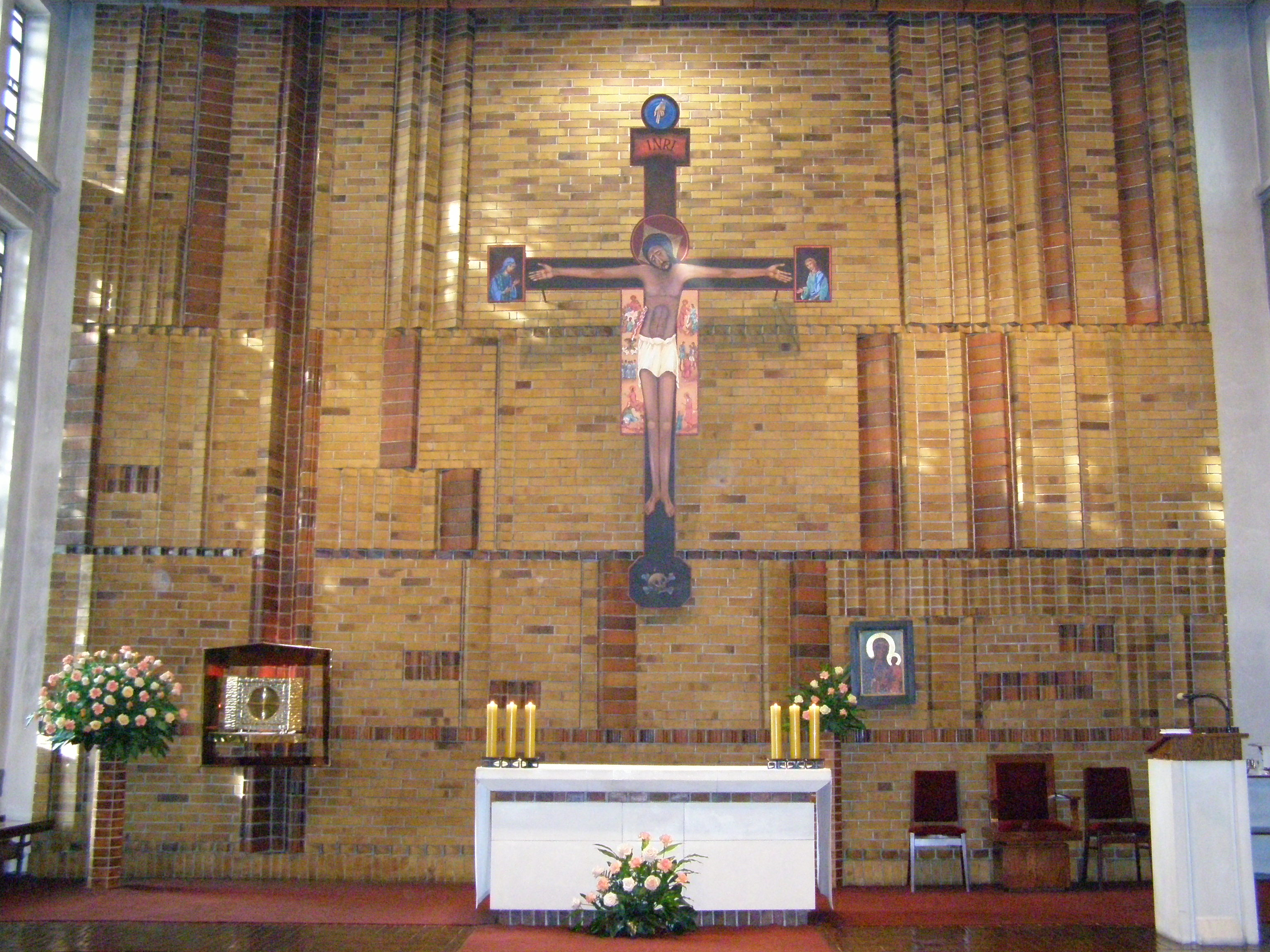
Schrein der Heiligen Maria Ursula Ledóchowska

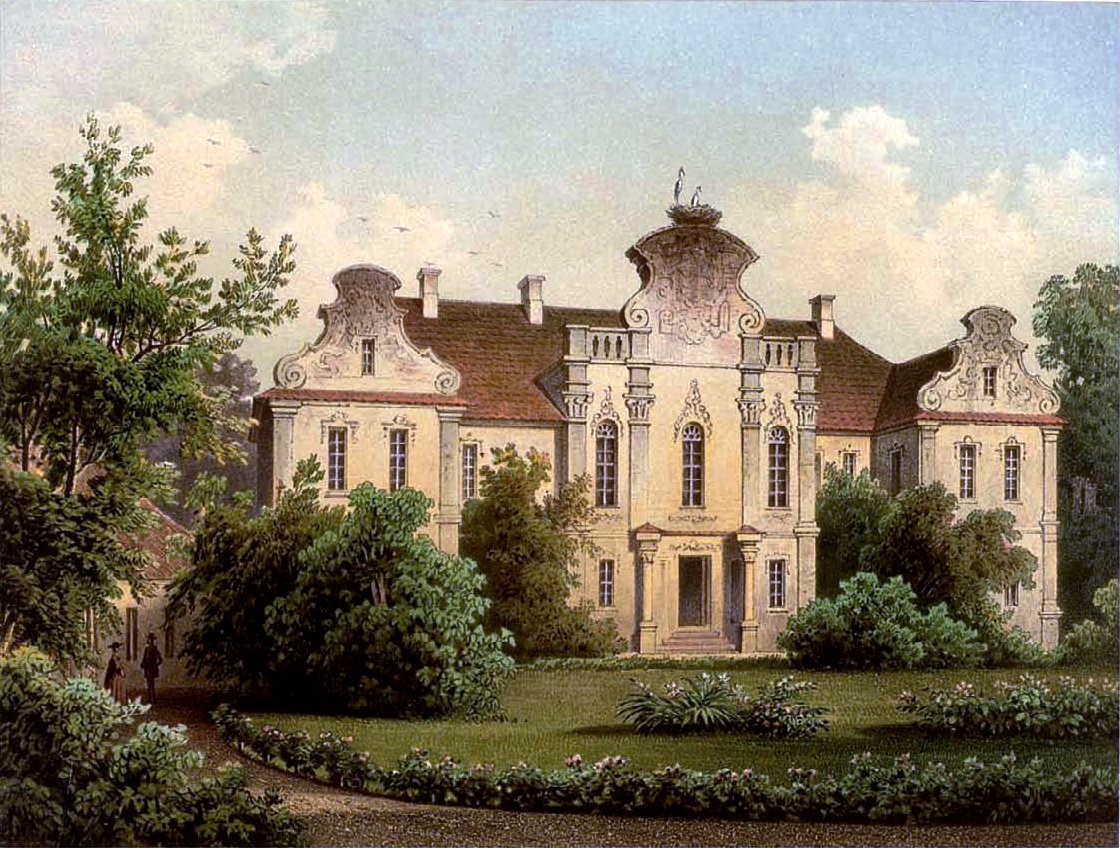
Schloss Pinne um 1860, Sammlung Alexander Duncker

Pniewy (deutsch Pinne) ist eine Stadt im Powiat Szamotulski der Woiwodschaft Großpolen in Polen. Sie ist Sitz der gleichnamigen Stadt-und-Land-Gemeinde mit 12.643 Einwohnern (Stand 31. Dezember 2020).

## Geografie
Pniewy liegt im Westen Polens, etwa 50 Kilometer westlich von Posen. Westlich der Stadt liegt der Jezioro Pniewskie.

## Geschichte
Die erste Erwähnung des heutigen Pniewy stammt aus dem Jahr 1256. Stadtrecht erhielt der Ort möglicherweise schon Ende des 13. Jahrhunderts oder im 14. Jahrhundert. Bei der Dritten Teilung Polens wurde der Ort Teil Preußens. Diese Zugehörigkeit wurde 1807 und 1815 mit der Eingliederung in das Herzogtum Warschau unterbrochen. 1888 wurde der Ort an das Schienennetz von Posen nach Birnbaum (Międzychód) angeschlossen. 1893 wurde die Freiwillige Feuerwehr gegründet.
Nach dem Ersten Weltkrieg 1920 wurde der Ort Teil des wiederentstandenen Polens. Im September 1939 marschierte die Wehrmacht im Rahmen des Überfalls auf Polen in Pniewy ein. Die Deutschen richteten ein Zwangsarbeitslager für Juden ein. Anfang 1944 wurde ein Lager für den Reichsarbeitsdienst eingerichtet, das im Herbst des Jahres wieder aufgelöst wurde. Die Besatzung endete zum Ende des Zweiten Weltkrieges am 25. Januar 1945. Die deutsche Bevölkerung wurde, soweit nicht schon geflüchtet, vertrieben.

## Politik

### Städtepartnerschaften
- Radków (Polen)
- Halluin (Frankreich)
- Lübbenau (Deutschland)
- Oer-Erkenschwick (Deutschland)

## Kultur und Sehenswürdigkeiten

### Bauwerke
- Die Kirche des Heiligen Laurentius
- Die Heilig-Geist-Kirche
- Die Kirche St. Johannes der Täufer

## Gemeinde
Zur Stadt-und-Land-Gemeinde (gmina miejsko-wiejska) Pniewy gehören die Stadt selbst und Dörfer mit 21 Schulzenämtern.

## Wirtschaft und Infrastruktur

### Verkehr
In der Stadt beginnt die Landesstraße 24 (droga krajowa 24), die in westlicher Richtung verläuft. Sie endet nach etwa 70 Kilometern südlich von Gorzów Wielkopolski mit der Einmündung in die Landesstraße 22. Weiterhin führt die Landesstraße 92 durch Pniewy. In östlicher Richtung führt sie nach etwa 50 Kilometern durch Posen. Im Süden Pniewys wechselt sie die Richtung und führt in südlicher Richtung aus der Stadt, wo die 92 nach etwa 20 Kilometern nördlich der Autobahn A2 auf die Europastraße 30 trifft. Nach Norden führt die Woiwodschaftsstraße 187 (droga wojewódzka 187).
Der Bahnhof der Stadt ist stillgelegt. Für Fernverbindungen gibt es Busverbindungen der PKS (Przedsiębiorstwo Komunikacji Samochodowej).
Der nächste internationale Flughafen ist der Flughafen Posen-Ławica, etwa 40 Kilometer östlich von Pniewy.

### Bildung
In Pniewy gibt es eine Grundschule (Szkoła Podstawowa), eine Mittelschule (gimnazjum), den Schulkomplex Emilia Sczaniecka (Zespół Szkół im. Emilii Sczanieckiej) und die Schulen der Ursulinenschwestern vom Heiligen Herzen Jesu im Todeskampf.

## Söhne und Töchter
- Christian Julius von Massenbach (1832–1904), preußischer Beamter und Landrat
- Adolf Lewin (1843–1910), jüdisch-deutscher Rabbiner und Historiker
- Josef Tal (1910–2008), israelischer Komponist